# Les Prophètes du fjord de l'Éternité

Les Prophètes du fjord de l’Éternité (Profeterne i Evighedsfjorden) est un roman de Kim Leine paru en 2012, écrit en danois, traduit en français en 2015.

## Contenu
Le roman, dédié à l'autonomie du Groenland (1979-2009) et à ses pionniers, est une œuvre de fiction, recréant les lieux et l'époque, Sukkertoppen (Maniitsoq), dans les années 1785-1793, avec les périodes de famine, à la fois un parcours initiatique et un témoignage sur la vie des missionnaires et des missions au Groenland, dans les années de la Révolution Française.
Les ouvrages historiques de référence sont ceux des pasteurs Mads Lidegaard (da) et Hother Ostermann.

### Chapitrage
- Prologue : La Chute, 14 août 1793
- Première partie : Le fils du maître d'école
  - Copenhague 1782-1787,
  - L'homme est libre !, juin-août 1787
  - Assomption de la Vierge, 15 août 1793
- Deuxième partie Colonie & Catéchisme,
  - 1er Commandement, Illuminés, vers 1785-1788
  - 2e Commandement, Un festin, août 1787
  - 3e Commandement, Une grille en fer forgé, 1788
  - 4e Commandement, Une visite pastorale, 1788
  - 5e Commandement, Un exorcisme, automne-hiver 1788
  - 6e Commandement, Les chaînes de l'hymen, 1790
  - 7e Commandement, Un salut pour le roi fou, 1791
  - 8e Commandement, Questions et réponses, 1791
  - 9e Commandement, Taasinge Slot, 1792-1793
  - 10e Commandement, Chez les prophètes (extrait du journal de Morten Falck), hiver-été 1793,
- Troisième partie, Le Grand Incendie 1793-1795
  - Le Retour
  - Copenhague
- Épilogue : Les Tombes, 14 août 1815
- Postface de l'auteur

### Personnages
La plupart sont Danois, ou plutôt sujets du roi du Danemark. Les Groenlandais sont soit Inuits soit métissés, souvent enfants de pasteurs.
- Morten Pedersen Falck,
- ses parents, à l'Akershus, à Lier (Norvège), son père maître d'école,
- sa sœur Kristine, mariée à Nakskov, et la proposition d'église et d'école à Rødby (70),
- son correspondant Maître Gill, son propriétaire l'imprimeur Schultz, son épouse, ses trois filles, dont Abelone (31),
- ses amis étudiants, Laust (médecine, 29), le professeur Swane,
- l'étrange diseur de bonne aventure, hermaphrodite (48), et compagnon,
- le capitaine Valloe,
- sa vache laitière Roselil (86),
- le mousse Carl Asger, chanteur, mort en mer, (96-102),
- ses collèges pasteurs au Groenland, passés ou présents, 
  - Paul Egede (pasteur de Vatrov et évêque du Groenland, 58), son fils Niels Egede fondateur de la colonie de Holsteinborg en 1779,
  - Lauritz Oxbø̃l (177), Maître Krogh (suicidé par pendaison, 180)
- l'inspecteur Rø̯mer, à Godthab,
- Jörgen Kragsfeld, négociant, arrivé comme mousse (223)
- Madame Haldora Kragsfeld, fragiles des nerfs, son mariage arrangé, son potager, avec grille en fer forgé,
- Jens Dahl, gérant,
- Rasmus Bjerg, Rasimusi, agent de la Compagnie Royale de Commerce du Groenland, 22 ans, accompagne la visite pastorale à Igdlut,
- Didrik, métis, guide et traducteur, lors de la visite pastorale dans la baie de l'Éternité, instrument, et victime,
- Bertel Jensen, catéchète, indigène métis, frère de la veuve (352) ; 
  - Sofie Jensen, son épouse métisse ;
  - Jens, leur fils, gros lecteur, un bon candidat au pastorat (195) ou capitaine de bateau, mort (379),
- Niels Hammer, forgeron, bourreau, la grille en fer forgé, et son paiement,
- Carl Dorph, tonnelier, demandeur de dispense royale pour épouser la mère inuit de ses enfants, suicidé,
- Mø̯ller, charpentier, tempérant, mort,(340),
- Detlef, cuisinier (342),
- la veuve (120, 181), presque noyée, sa fille Milka (morte en 361), arrivant de Holsteinborg (181-186), Lydia (417), baptisée, mariée,

### Action
Copenhague est une découverte pour le fils du maître d'école d'une bourgade norvégienne : vraie vie, vacarme, hygiène de porcherie, fange, rats, puanteur des caniveaux, fumée de charbon et de bois, rats, poux, maladies, enlèvements des cadavres, prostitution... Le candidat aux études de médecine est contraint par son père à suivre des études de théologie, pour devenir pasteur, avec des résultats médiocres. Il préfère les doubler de cours d'anatomie, d'autopsie, et de dessins de flore. C'est surtout une école de cynisme et de désillusion excepté la très brève histoire d'amour avec Abelone Schultz, sa fiancée, bien plus jeune, et abandonnée par lui.
Les références culturelles sont nombreuses : Montaigne (95), Bayle (88), Rousseau (L'homme est né libre, et partout il est dans les fers), Voltaire (Candide, 88), Linné, Jonathan Swift (Gulliver), Daniel Defoe,
L'essentiel de l'histoire, ce ne sont pas les cinq années d'études mais les six années de Groenland (1787-793), d'un homme-pasteur, mi-ange mi-bête, censé apporter le message chrétien aux sauvages, et soumis à des expériences imprévues, qui en font un homme fou et déchu (422), et dont la plupart des documents personnels ont disparu dans le grand incendie de Copenhague en 1795.
Il porte avec lui le souvenir de toutes ces femmes (500) qui l'ont fait, et qui l'amènent à revenir finir sa vie au Groenland : Je ne peux pas retourner en arrière. Je ne peux qu'aller de l'avant dans un mouvement circulaire sans fin. (498)

### Scènes
- 43-, rencontre avec le diseur de bonne aventure,
- 59-, sortie familiale Schultz, officialisant la liaison avec Abelone,
- 68-, visite à la sœur, Kristine, et à son mari, Johannes Gram, à Nakskov (Lolland (commune)) et Rø̯dby,
- 82-, embarquementn sur Der Frühling, avec Roselil (86),
- 107-, colonie de Godthab, sale, improductive, ravagée par l'alcoolisme et la débauche,
- 175-, le village d'Igdlut, Habakuk, Maria Magdalene, installation (191-),
- 199-, la colonie de Sukkertoppen,
- 200-, le festin, une soupière vaut trente peaux de renard,
- 230-, vers une exploitation industrielle du pays, projets du négociant d'un peu d'autonomie et d'un gouverneur général,
- 238-, la visite pastorale, avec kayak (Didrik) et oumiak (Morten, Rasmus, et quatre rameuses, dont Rosine Panik et Amanda), projet d'une Flora Goenlandica, campements désertés, baie des trépassés, tente de morts de froid, cantiques de Zinzendorf, double discours, supplice de Didrik,
- 284-, jeune femme violée (225-), enceinte, avortée, exorcisée, avec dommage collatéral pour Morten,
- 309-, mariage religieux du tonnelier Dorph, avec certificat,
- 324-, visite du grenier négociant, alcoolisation, incendie, avec dommages pour Haldora (humeur instable),
- 382-, réfugié forcé dans l'épave du Taasinge Slot, assisté par la veuve, qui l'accompagne dans sa déchéance (428) physique et mentale, jusqu'à ce qu'il soit prêt,
- 408-, installation progressive à Igdlut ; Je déclare aujourd'hui que vous serez notre chroniqueur pour la postérité (Maria Magdalene),
  - 411 (& 425), vision aérienne céleste silencieuse des gens morts sauvés (dont sa famille, ses amis, ses connaissances),
  - un mélange de piétisme et de paganisme (411), cérémonies métaphysiques (413),
  - visions (rêves) de Maria Magdalene, transmises à Habakuk, qui en fait des prêches, visions du Paradis, Ur-Groenland, extases, communions, exaltation,
  - La veuve partage mon lit, mariage avec Lydia, grosse croix en or forgé (à la colonie),
- 419-, Vallée du Paradis, aspiration générale au salut, au baptême ; catéchèse, baptêmes collectifs, guérisons 
  - par le Palasi (pasteur), tunique blanche, cheveux longs, barbe, redevenu fort, quitté par ses poux, la vie dans le fjord m'a métamorphosé (422),
  - exhumation des non baptisés, vérification des promesses du Palasi, les retrouvailles de tous au Paradis sont possibles,
- 430-, attaque d'Igdlut par la colonie, expédition punitive et destructrice, canon, incendie, massacre,
- 432-, mort assistée du pasteur Oxbø̯l par ses enfants, son remplaçant Maître Olaus Landstad, précisée en 466-,
- 435-, excellente pêche à la baleine, par les baleiniers écossais du Henrietta of Aberdeen, avec le duo Joe et le Harponneur Harpoon,
- 454-, Jens Bertelsen, alias Bertel Jensen, retrouve sa mère Martine, sa sœur Lydia, son père Oxbœl, pour la mise à mort du Mal Incarné, Lucifer, le Danois, le pasteur, leur père (466),
- 469-, retour au pays sur la Charlotte, baleinier Henrietta of Aberdeen naufragé, bref séjour à Bergen, voyage en charrette, bref séjour dans une ferme idyllique au bord du fjord, voyage à pied, vallées abritées, sentiers abandonnés, fermes isolées, accompagnement par la veuve, élan (482),
- 485-, hameau de Adalen (Telemark), veuve Gunhild Krø̯ger (1756-, comme lui), hébergé pour le long hiver, glace, patins, skis, ne jamais repartir, comme un paradis de chaleur humaine, d'amitié et de dévouement féminin (497),
- 491-, départ, village familial, ferme, père, Karen la servante, ta nouvelle mère, reprise en main de l'école, déprise, alcool, départ,
- 503-, Copenhague, 
  - les restes de l'incendie de 1794, le graveur sur cuivre Jacobus Buntzen, la collection de gravures du Juge (tortures, obscènes), la gravure de deux Groenlandais,
  - Collège de la Mission, Mme Schultz, Cathrine Schultz et le Dr Hendrik Stø̯vring, Abalone, rescapée d'apoplexie, deux Bochimans exposés (511),
  - 516-, le grand incendie, le portrait du duc, la bourse de l'hermaphrodite (536), le dossier personnel peut-être aussi disparu,
  - 541-, le poste de pasteur d'Holsteinborg, en remplacement de Maître Landstad, embarquement sur le Hans Egede,
- 545-, pèlerinage de Bertel Jensen, avec son fils sur les tombes de Morten Pedersen Falck (1756-1807) et Lydia Pedersen Falck, et la croix d'or...

## Réception critique
- 2012 : Weekendavisens litteraturpris, De Gyldne Laurbær,
- 2013 : Grand prix de littérature du Conseil nordique.

## Éditions
Les Prophètes du fjord de l’Éternité par Alain Gnaedig, Paris, Éditions Gallimard, coll. « Du monde entier », 2015, 553 p.  (ISBN 978-2-07-013930-9)